# Simpósio das Conferências Episcopais da África e Madagascar
O Simpósio das Conferências Episcopais da África e Madagascar (S.C.E.A.M., em francês:  Symposium des Conférences Episcoaples d’Afrique et de Madagascar (S.C.E.A.M.) • em inglês:  Symposium of Episcopal Conferences of Africa and Madagascar (S.E.C.A.M.)) é uma associação dos bispos da Igreja Católica na África, incluindo Madagascar, que congrega os bispos locais.

## História
O Simpósio das Conferências Episcopais da África e Madagascar nasceu da vontade dos jovens bispos africanos durante o Concílio Vaticano II (1962-1965), pois queriam falar de forma unificada com a Igreja. Seu estabelecimento é o resultado da resolução dos bispos de construir uma estrutura continental a fim de levar a visão africana a toda a Igreja.
Vendo a importância desta Associação para a África, a Congregação para a Evangelização dos Povos convidou os presidentes das Conferências Episcopais do continente para uma consulta em 1968. Um ano depois, a primeira visita de um Papa à África foi considerada muito oportuna para lançar o Simpósio das Conferências Episcopais da África e Madagascar quando o Papa Paulo VI foi recebido em Campala para o lançamento oficial do SECAM.

## Missão
Sua missão é "promover o seu papel de sinal e instrumento de salvação e construir a Igreja Família de Deus na África", preservar e promover a comunhão, a colaboração e a ação conjunta entre todas as Conferências Episcopais da África e das Ilhas. Assim, o Simpósio, por meio das Conferências Episcopais, promove a Propagação da Fé, o Desenvolvimento Humano, o Ecumenismo, a Formação e a Consulta.

## Estrutura
Possui um conselho presidencial, um secretariado Geral e comitês especiais: o comitê sobre Doutrina e Pastoral, comitê Social e Legal, o comitê de Finanças e Administração, o comitê de Assuntos Africanos e a união de colaboração africana.

## Presidentes
- Laurean Rugambwa (1969)
- Paul Zoungrana (1969–1978)
- Hyacinthe Thiandoum (1978–1981)
- Paul Zoungrana (1981–1984)
- Joseph-Albert Malula (1984–1987)
- Gabriel Gonsum Ganaka (1987–1990)
- Christian Wiyghan Tumi (1991–1994)
- Gabriel Gonsum Ganaka (1994–1997)
- Laurent Monsengwo Pasinya (1997–2003)
- John Olorunfemi Onaiyekan (2003–2007)
- Polycarp Pengo (2007–2013)
- Gabriel Mbilingi (2013–2019)
- Philippe Nakellentuba Ouédraogo (2019–2022)
- Richard Kuuia Baawobr, M. Afr. (2022)
- Fridolin Ambongo Besungu, O.F.M. Cap. (desde 2023)

## Membros

### Conferências episcopais regionais
- Associação das Conferências Episcopais da África Central (Association des  Conférences  Episcopales de l'Afrique Centrale, ACEAC)
- Associação das Conferências Episcopais da Região da África Central (Association des Conférences  Episcopales de la Région de l'Afrique Central, ACERAC)
- Associação das Conferências Episcopais da África Ocidental Anglófona (Association of Episcopal Conferences of Anglophone West Africa, AECAWA)
- Associação dos membros das Conferências Episcopais da África Oriental (Association of Member Episcopal Conferences in Eastern Africa, AMECEA)
- Conferência Episcopal Regional da África Ocidental Francófona (Conférence Episcopale Régionale de l'Afrique de l'Ouest Francophone, CERAO)
- Encontro Inter-regional dos Bispos do Sul da África (Inter-Regional Meeting of Bishops of Southern Africa, IMBISA)

### Conferências episcopais nacionais ou inter-regionais
- Conferência Episcopal de Angola e São Tomé (CEAST)
- Conferência Episcopal de Burquina-Níger (Conférence Episcopale du Burkina-Niger)
- Conferência dos Bispos Católicos do Burundi (Conférence des Evêques catholiques du Burundi, C.E.CA.B.)
- Conferência Episcopal Nacional dos Camarões (Conférence Episcopale Nationale du Cameroun, CENC)
- Conferência Episcopal do Chade, (Conférence Episcopale du Tchad)
- Conferência Episcopal do Congo (Conférence Episcopale du Congo)
- Conferência Episcopal Nacional do Congo (Conférence Episcopale du Zaïre, CEZ)
- Conferência Episcopal da Costa do Marfim (Conférence Episcopale de la Côte d'Ivoire)
- Conferência Episcopal da Etiópia (Ethiopian Episcopal Conference)
- Conferência Episcopal do Gabão (Conférence Episcopale du Gabon)
- Conferência Inter-territorial dos Bispos Católicos de Gâmbia e Serra Leoa (Inter-Territorial Catholic Bishops' Conference of The Gambia and Sierra Leone, ITCABIC)
- Conferência dos Bispos de Gana (Ghana Bishops' Conference)
- Conferência Episcopal da Guiné (Conférence Episcopale de la Guinée)
- Conferência Episcopal da Guiné Equatorial (Conférence Episcopale de Guinea Ecuatorial)
- Conferência Episcopal do Quênia (Kenya Episcopal Conference, KEC)
- Conferência dos Bispos Católicos do Lesoto (Lesotho Catholic Bishops' Conference)
- Conferência Episcopal de Madagascar (Conférence episcopale de Madagascar)
- Conferência Episcopal de Malawi (Episcopal Conference of Malawi)
- Conferência Episcopal do Mali (Conférence Episcopale du Mali)
- Conferência Episcopal de Moçambique (CEM)
- Conferência dos Bispos Católicos Namibianos (Namibian Catholic Bishops' Conference, NCBC)
- Conferência dos Bispos Católicos da Nigéria (Catholic Bishops Conference of Nigeria)
- Conferência Episcopal do Oceano Índico (Conférence Episcopale de l'Océan Indien, CEDOI)
- Conferência Episcopal Regional do Norte da África (Conférence Episcopale Regionale du Nord de l'Afrique, CERNA)
- Conferência Episcopal Centroafricana (Conférence Episcopale Centrafricaine, CECA)
- Conferência Episcopal de Ruanda (Conférence Episcopale du Rwanda, C.Ep.R.)
- Conferência dos Bispos do Senegal, da Mauritânia, de Cabo Verde e da Guiné-Bissau (Conférence des Evêques du Sénégal, de la Mauritanie, du Cap-Vert et de Guinée-Bissau)
- Conferência dos Bispos Católicos da África Meridional (Southern African Catholic Bishops' Conference, SACBC)
- Conferência dos Bispos Católicos do Sudão (Sudan Catholic Bishops' Conference, SCBC)
- Conferência Episcopal da Tanzânia (Tanzania Episcopal Conference, TEC)
- Conferência Episcopal de Togo (Conférence Episcopale du Togo)
- Conferência Episcopal de Uganda (Uganda Episcopal Conference, UEC)
- Conferência Episcopal do Zâmbia (Zambia Episcopal Conference)
- Conferência dos Bispos Católicos do Zimbábue (Zimbabwe Catholic Bishops' Conference, ZCBC)